# Chamatkar

Chamatkar est un film indien réalisé par Rajiv Mehra, sorti en 1992.

## Synopsis
Sunder Srivastava est un jeune professeur dont le rêve est de construire une école dans son village. Mais il n’a pas d’argent pour ça.
Prem, un ami d’enfance, lui dit qu’à Dubaï il fera fortune en tant que professeur. Prem se propose de l’aider. Afin de préparer le voyage de Sunder, il lui emprunte 10000 Rs, et demande à Sunder de le rejoindre à Bombay.
Arrivé à Bombay, Sunder se fait voler ses bagages et le peu d’argent qu’il lui reste. Quant à Prem, il a disparu avec les 10000 Rs.
Sunder est seul dans Bombay, délaissé et sans le sou.
Il trouve refuge dans un cimetière, alors qu’il se défoule sur une tombe au hasard, un fantôme apparaît, celui de Amar Kumar, alias Marco. Sunder semble être le seul à voir Marco.
Le fantôme veut profiter de cette chance et raconte à Sunder comment 20 ans auparavant il a été tué et jeté dans cette tombe.
Marco était un mafieux qui, par amour pour une femme, décide de renoncer au crime.
Mais il abattu par Kunta, son bras droit, au lendemain de son mariage.
Il demande à Sunder de l’aider à se venger, en échange, il l’aidera à trouver un emploi.
Sunder se rend dans l’école qui est dirigée par le beau-père de Marco. L’école est menacée de fermeture par manque de fonds et Kunta espère bien récupérer le terrain pour lui. 
Sunder obtient le poste d’entraîneur de l’équipe de cricket. En effet, un match de cricket doit avoir lieu afin de récolter des fonds et l’équipe manque cruellement d’entraîneur.
Sunder fait la connaissance de Mala la fille de Marco. Celle-ci croit que son père l’a abandonnée elle et sa mère.
Durant le match de cricket, pour collecter des fonds, Sunder et son équipe sont aidés par l'invisible Marco, qui triche et assure ainsi la victoire. 
Mais Kunta enlève Mala et Sunder et les enterre vivant dans la tombe de Marco.
Marco dirige la police vers le cimetière et sauve Mala et Sunder. S’ensuit un affrontement entre Kunta, sa bande et la police. Marco tente de se faire justice lui-même en tuant Kunta mais Sunder le convainc de lui pardonner et de le laisser à la justice. Mala et Sunder se marient, l’école est construite et Marco monte au ciel.

## Fiche technique
- Réalisateur : Rajiv Mehra
- Pays : Inde
- Année : 1992
- Genre : Comédie
- Compositeur : Anu Malik
- Durée : 171 minutes
- Date de sortie : 8 juillet 1992

## Distribution
- Shahrukh Khan : Sunder
- Urmila Matondkar : Mala
- Naseeruddin Shah : Amar Kumar
- Shammi Kapoor : Mr.Kaul
- Deven Verma
- Ashutosh Gowariker
- Johnny Lever